# Офаня
Офа̀ня (на италиански: Offagna) е село и община в Централна Италия, провинция Анкона, регион Марке. Разположено е на 306 m надморска височина. Населението на общината е 1895 души (към 2010 г.).